# Héctor Jiménez (Schauspieler)

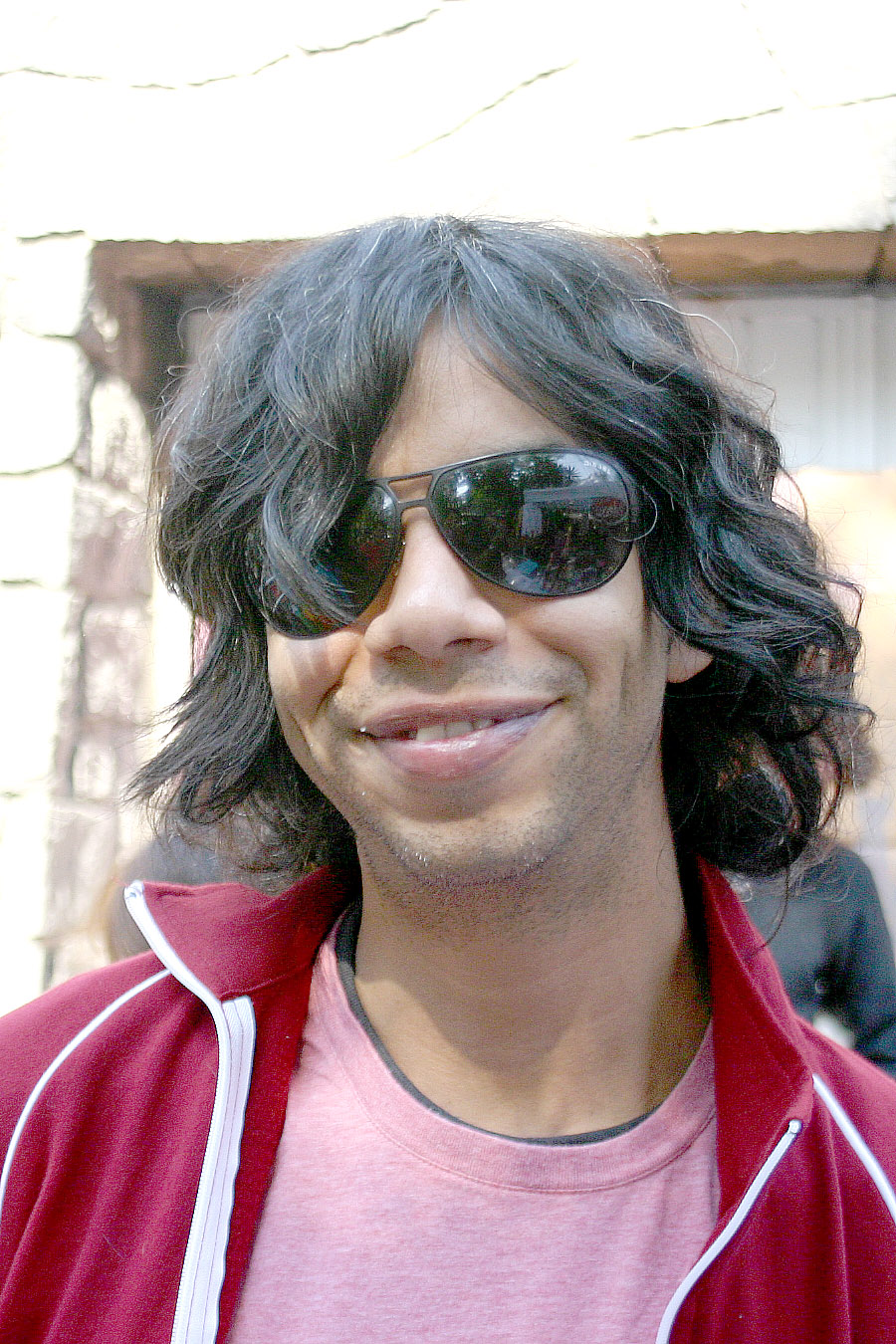
Hector Jimenez (2006)

Héctor Jiménez (* 14. Dezember 1973) ist ein mexikanischer Schauspieler und Filmproduzent.
Héctor Jiménez gab sein Schauspieldebüt 1992 in Supervivencia. 2006 spielte er neben Jack Black seine bekannteste Rolle: die des Esqueleto in Nacho Libre. Danach folgten 2007 die Filme Fantastic Movie, in dem unter anderem auch Nacho Libre parodiert wurde, und die Bikerkomödie Born to be Wild – saumäßig unterwegs mit Tim Allen, John Travolta und William H. Macy. 2009 folgten Gentlemen Broncos  und Sin nombre, danach spielte er 2010 in El Narco – Willkommen in der Drogenhölle. Im selben Jahr arbeitete er auch mit Eric Roberts an Sharktopus. 2012 folgte eine Zusammenarbeit mit Wes Bentley an Hidden Moon. Sein Schaffen umfasst mehr als 40 Film- und Fernsehproduktionen.

## Filmografie (Auswahl)
Als Schauspieler:
- 1992: Supervivencia
- 2004: Voces inocentes
- 2006: Punto de fuga (Kurzfilm)
- 2006: Nacho Libre
- 2006: Mezcal
- 2006: La ventana de Luciano (Kurzfilm)
- 2007: Fantastic Movie
- 2007: Born to be Wild – saumäßig unterwegs
- 2007: Volvo en un minuto (Kurzfilm)
- 2007: Yo Gabba Gabba! (TV-Serie, 1 Episode)
- 2008: Ernesto
- 2008: Killer Pad
- 2008: Navidad, S.A.
- 2009: Sin nombre
- 2009: Gentlemen Broncos
- 2010: El Narco – Willkommen in der Drogenhölle (El Infierno)
- 2010: Sharktopus
- 2011: Sold (Kurzfilm)
- 2011: Cellmates
- 2011: Pastorela
- 2012: Marcelo
- 2012: El Albergue (TV-Serie, 2 Episoden)
- 2012: Suave patria
- 2012: Hidden Moon
- 2012: El Santos VS la Tetona Mendoza
- 2013: Besos de Azúcar
- 2013: I Brake for Gringos
- 2013: Guía de Turistas
- 2013: Arachnaconda
- 2021: Wer hat Sara ermordet? (Fernsehserie)

Als Produzent:
- 2010: El mar muerto
- 2012: Marcelo

## Auszeichnungen
- 2006: nominiert für den Teen Choice Award in den Kategorien: Choice Chemistry (zusammen mit Jack Black) und Choice Breakout
- 2007: nominiert für den MTV Movie Award in der Kategorie: Best Fight (zusammen mit Jack Black)